# Gabriel Toledo
Gabriel "FalleN" Toledo (* 30. května 1991, São Paulo) je brazilský profesionální hráč hry Counter-Strike: Global Offensive. Momentálně hraje za tým MIBR (Made in Brazil), kam přestoupil v červnu 2018 z SK Gaming.
V roce 2015 byl zvolen nejvlivnějším profesionálním hráčem v Brazílii. Je vlastníkem brazilské eSportové organizace Games Academy. V roce 2016 byl jmenován jedním z nejlepších in-game leaderů, AWPerů a celkově nejlepších hráčů roku. Během roku 2017 zaznamenal mnoho úspěchů v organizaci SK Gaming, v červnu tohoto roku tým dosáhl první příčky hodnocení týmů podle HLTV.

## Individuální ocenění

### 2015
- Nejvlivnější brazilský profesionální hráč

### 2016
- PC osobnost roku[6] (E-Sports Industry Awards)
- 2. nejlepší hráč roku[7] podle HLTV
- AWPer roku[8]
- In-game leader roku[8]

### 2017
- 30 pod 30 let – eSport podle Forbesu[9]
- MVP na ESL One: Cologne 2017[10]
- 6. nejlepší hráč roku[11] podle HLTV
- MVP na BLAST Pro Series Copenhagen 2017[12]

### 2018
- MVP na ZOTAC Cup Masters 2018[13]